# Шевчук Василь Володимирович
Василь Володимирович Шевчук (29 січня 1964, м. Хоростків, Тернопільська область — 12 березня 2023, м. Бахмут, Донецька область) — український спортсмен, громадський активіст, військовослужбовець Збройних сил України, учасник російсько-української війни.

## Життєпис
Василь Шевчук народився 29 січня 1964 року в місті Хоросткові, нині Хоростківської громади Чортківського району Тернопільської области України.
Займався важкою атлетикою з дитинства.
Після закінчення Дніпропетровського інституту фізичної культури і спорту працював дитячим тренером, керівником Хоростківського клубу любителів зимового плавання і загартування «Нептун» та приватним підприємцем.
Організатор змагань і чемпіонатів із зимового плавання, а також «Богатирських ігор» серед ветеранів АТО.
Встановив шість обласних рекордів і два всеукраїнських. Серед них — найтриваліше перебування людини під снігом (20 хвилин і 6 секунд; рекорд встановлений перед Тернопільським академічним обласним драматичним театром імені Т. Г. Шевченка) та найдовша відстань зимового забігу з голим торсом (2022; рекорд України; 43 км за 4 години 23 хвилини).
З початком повномасштабного російського вторгнення в Україну 2022 року добровольцем пішов на фронт. Загинув 12 березня 2023 року на околицях міста Бахмута на Донеччині.
Похований 19 березня 2023 року в родинному місті.

## Дивіться також
- Список українських спортсменів, тренерів і функціонерів, що загинули під час Революції гідності чи внаслідок російської агресії в Україні